# Stade Al-Bayt
Le stade Al Bayt (en arabe : استاد البيت) est un stade de football situé à Al-Khor au Qatar. Il est dû au cabinet d'architecture Gerkan, Marg und Partner et sa construction a été réalisée par le groupement d'entreprises italiennes :
- Salini Impregilo pour le génie civil,
- Cimolai pour la charpente métallique,
- Disano pour l'éclairage.

Le stade a été inauguré le 11 février 2020.

## Histoire
Il est construit pour accueillir des matchs de la Coupe du monde 2022 organisée au Qatar. Ce stade est d'ailleurs choisi pour recevoir le match d'ouverture de la compétition, le 20 novembre 2022, lors duquel le Qatar s'incline deux buts à zéro face à l'Équateur. 
Le stade de 68 000 places est inauguré lors de la cérémonie d'ouverture avant le match Qatar-Bahreïn de la Coupe arabe de la FIFA 2021 le 30 novembre 2021.

### Caractéristiques du stade Al Bayt
Le stade, vu de l'extérieur, ressemble aux tentes traditionnelles « bayt al sha’ar » utilisées par les populations nomades de la région du Golfe. La demande du Qatar était d'avoir « un stade qui représente notre culture et notre patrimoine, une enceinte unique, avec un design unique ». L'originalité du stade ne s'arrête pas là car le stade Al Bayt est démontable. Après la Coupe du Monde 2022, la section supérieure sera retirée et réutilisée pour en faire un centre commercial et un hôtel 5 étoiles. Il est prévu de abriter un cinéma et un espace Aspetar, des espaces récréatifs. Le stade est conçu pour transformer les abords et créer une piste pour les courses de chameaux.
Au niveau écologie, ce stade étonne. Il s’est vu attribuer une note de cinq étoiles pour sa conception et sa construction par le Global Sustainability Assessment System (GSAS). Il a également obtenu une note de classification A+ pour son processus de construction réalisé par le groupe italien Salini Impregilo-Cimolai. Le stade Al Bayt est le seul stade de la région à utiliser de l’énergie solaire pour alimenter les éclairages des parkings et du parc environnant. Celle-ci alimente aussi le Wi-Fi. La durabilité semble bien être au cœur de cette infrastructure. 

### Conditions de travail douteuses pendant les travaux de construction
L’organisation de la Coupe du monde 2022 a laissé s'installer des rumeurs non seulement dues aux allégations de corruption contre la FIFA et le pays hôte, mais aussi aux mauvaises conditions de travail relevées pendant la construction des stades.
Selon l’association internationale Amnesty International, les conditions de travail lors de la construction des stades étaient inhumaines. De nombreux travailleurs étrangers, employés par des entreprises sous-traitantes locales, n’auraient pas reçu de salaire pendant de longues périodes. Le nom de la société TAWASOL – un sous-traitant ayant participé à la construction de plusieurs stades dont celui d'Al-Bayt – a été cité pour violation présumée des normes protégeant les travailleurs.

## Matchs de compétitions internationales
Coupe du monde de football 2022
| Date              | Tour               | Équipe 1   | Score | Équipe 2   | Spectateurs |
| ----------------- | ------------------ | ---------- | ----- | ---------- | ----------- |
| 20 novembre 2022  | Groupe A           | Qatar      | 0 - 2 | Équateur   | 67 372      |
| 23 novembre 2022  | Groupe F           | Maroc      | 0 - 0 | Croatie    | 59 407      |
| 25 novembre 2022  | Groupe B           | Angleterre | 0 - 0 | États-Unis | 68 463      |
| 27 novembre 2022  | Groupe E           | Espagne    | 1 - 1 | Allemagne  | 68 895      |
| 29 novembre 2022  | Groupe A           | Pays-Bas   | 2 - 0 | Qatar      | 66 784      |
| 1er décembre 2022 | Groupe E           | Costa Rica | 2 - 4 | Allemagne  | 67 054      |
| 4 décembre 2022   | Huitième de finale | Angleterre | 3 - 0 | Sénégal    | 65 985      |
| 10 décembre 2022  | Quart de finale    | Angleterre | 1 - 2 | France     | 68 895      |
| 14 décembre 2022  | Demi-finale        | France     | 2 - 0 | Maroc      | 68 294      |

## Événements
- Coupe arabe de la FIFA 2021
- Coupe du monde de football 2022
- Coupe d'Asie des nations de football 2023